# Jaap Boot
Jacob Boot, detto Jaap (1º marzo 1903 – Dordrecht, 14 giugno 1986), è stato un lunghista e velocista olandese.

## Palmarès

### Olimpiadi
- Bronzo a Parigi 1924 nella staffetta 4×100 metri.